# 良乡大学城

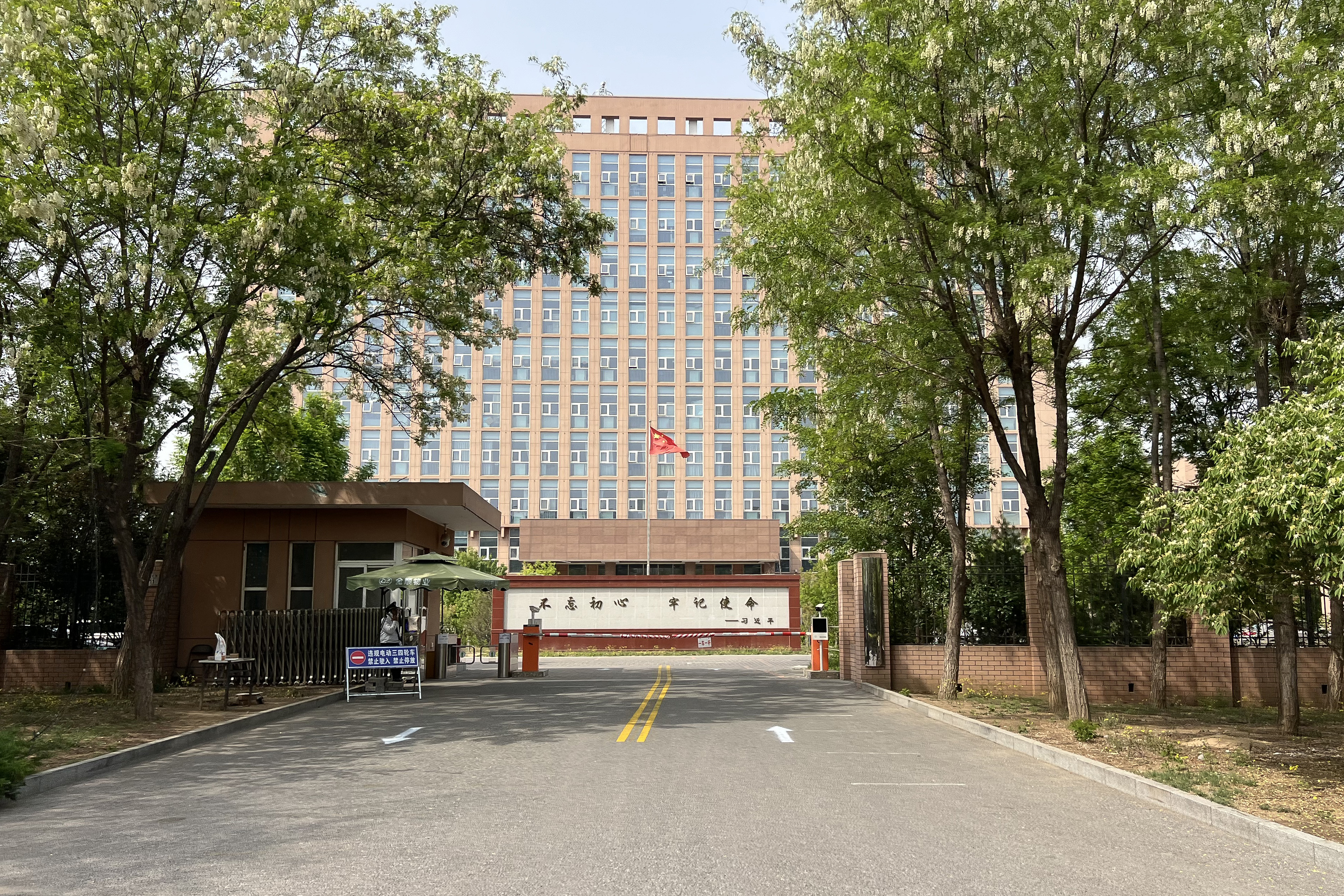
良乡大学城管理委员会

良乡大学城位于北京市房山区拱辰街道，是北京市的两大高教园区之一（另外一个是沙河高教园区）。园区规划总占地10111亩，总建筑面积496.94万平方米，预计总投资300亿元，入驻规模达到10-12万人，按照功能定位，划分为学校的教学及生活区、西部配套区、中央设施区、中央绿化景观区。

## 入驻高校

### 北京工商大学
北京工商大学良乡校区位于良乡大学南部，占地面积61万平方米，建设面积25.8万平方米。良乡校区一期于2004年10月投入使用，二期工程于2017年12月开工。

### 北京理工大学
北京理工大学良乡校区位于良乡大学城东部。2002年10月，学校与房山区人民政府签订《合作共建北京理工大学协议》，2005年11月正式启动良乡校区建设，2007年9月迎来第一批本科生入驻，2015年11月开始良乡校区东区建设。2017年12月，良乡校区教学楼组团项目开建。
截止2017年3月，良乡校区总建设面积33.44万平方米，投入建设资金近15亿元，有本科生近9000人，研究生610人，留学生300余人，4个学院整体迁入。预计在“十三五”末，将有12个学院主体与学校机关主体入驻良乡校区。

### 中国社会科学院大学
中国社会科学院大学主校区设在良乡大学城，占地面积49.4万平方米。该校区为中国社会科学院大学前身之一的中国社会科学院中国社会科学院研究生院良乡校区，于2008年4月开工，2011年4月正式落成。

### 北京中医药大学

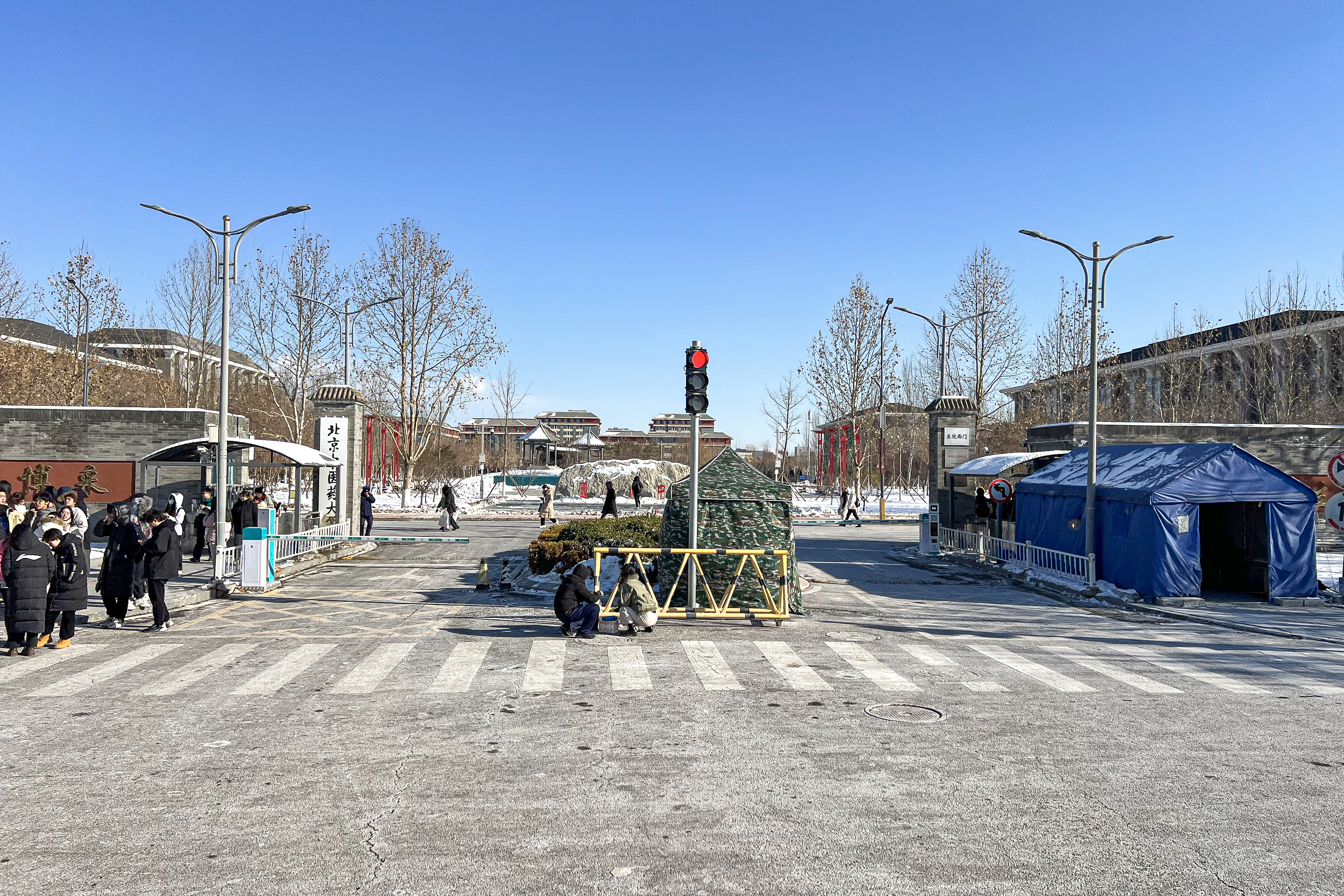
北京中医药大学良乡校区东院西门

北京中医药大学良乡校区位于良乡大学城南部，占地面积1433余亩，总建筑规模52万余平方米，东院于2015年9月投入使用，西院2019年6月建成启用。计划于2020年完成科研与教学主体搬迁。

### 首都师范大学

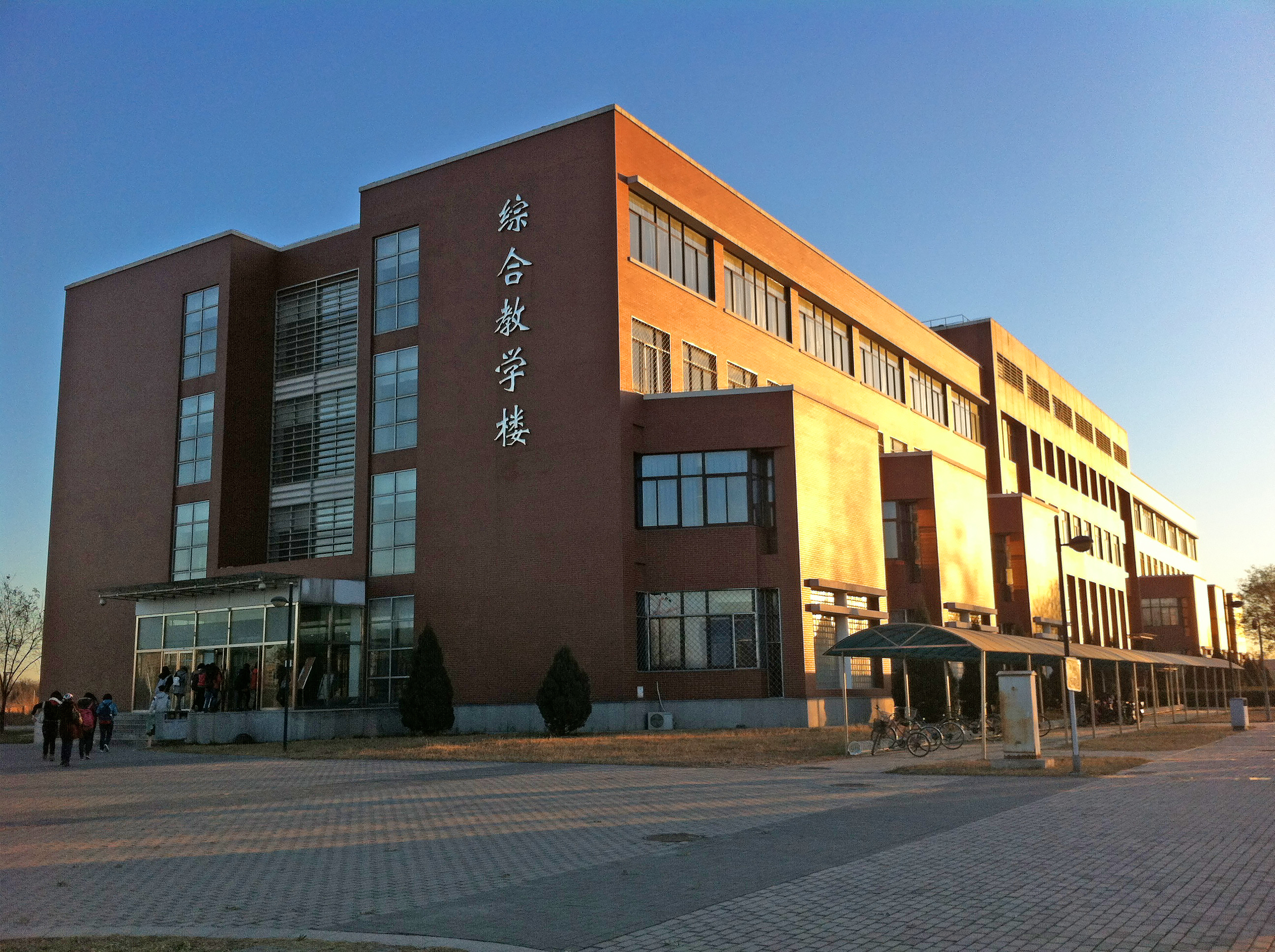
首都师范大学良乡校区综合教学楼

首都师范大学于良乡大学城设有良乡校区基础学部，总占地面积为1064亩，总建筑面积为15-20万平方米。
首都师大良乡校区正计划扩建（包括新增北区），范围北至知兴西街，南至白杨东路，东至长于南大街，西至学园南街，总体规划方案征集工作于2023年8月底启动，11月23日决出3个备选方案。

## 交通
北京地铁房山线于2010年12月30日开通运营，自东北-西南方向穿过良乡大学城，设有良乡大学城西站、良乡大学城站、良乡大学城北站。